# Alainen-Sappio
Alainen-Sappio är en sjö i kommunen Etseri i landskapet Södra Österbotten i Finland. Sjön ligger 150,6 meter över havet. Arean är 27 hektar och strandlinjen är 4,38 kilometer lång.  Den  ingår i Kumo älvs huvudavrinningsområde.  Sjön ligger omkring 63 kilometer öster om Seinäjoki och omkring 270 kilometer norr om Helsingfors. 
I sjön finns öarna Heinäsaari och Puusaari. 